# Lipnički Šor
Lipnički Šor (cyr. Липнички Шор) – wieś w Serbii, w okręgu maczwańskim, w mieście Loznica. W 2011 roku liczyła 2623 mieszkańców.